# Liran
Liran (indonesi: Pulau Liran) és una petita illa de 23,9 km², del grup de les Illes Barat Daya al sud-oest de l'illa de Wetar, Província de les Moluques, Indonèsia. L'illa d'Atauro de Timor Oriental es troba a només 12 km al sud-oest.
Liran està envoltada per formacions de coralls.
L'escassa població, 972 persones (2010), de l'illa parlen l'idioma malaio-polinesi Wetarès. La població principal és al poblet d'Ustutun a la costa est.